# Lazar Kovačević
Lazar Kovačević (cyr. Лазар Ковачевић; ur. 4 listopada 1997 w Jagodinie) – serbski strzelec specjalizujący się w strzelaniu z karabinu, olimpijczyk z Paryża 2024, mistrz Europy.

## Udział w zawodach międzynarodowych
| Impreza              | Rok  | Miejsce        | karabin małokalibrowy, trzy postawy, 50 m | karabin małokalibrowy, trzy postawy, 50 m | karabin małokalibrowy, trzy postawy, 50 m | karabin pneumatyczny, 10 m | karabin pneumatyczny, 10 m | karabin pneumatyczny, 10 m |
| Impreza              | Rok  | Miejsce        | indyw.                                    | druż. meżcz.                              | druż. miesz.                              | indyw.                     | druż. meżcz.               | druż. miesz.               |
| -------------------- | ---- | -------------- | ----------------------------------------- | ----------------------------------------- | ----------------------------------------- | -------------------------- | -------------------------- | -------------------------- |
| Igrzyska olimpijskie | 2024 | Paryż          | 8                                         | –                                         | –                                         | 37                         | –                          | –                          |
| Mistrzostwa świata   | 2017 | Suhl           | 35                                        | –                                         | –                                         | 18                         | –                          | –                          |
| Mistrzostwa świata   | 2018 | Changwon       | –                                         | –                                         | –                                         | 27                         | –                          | 53                         |
| Mistrzostwa świata   | 2022 | Kair           | 38                                        | 7                                         | 36                                        | 58                         | 03 !                       | 29                         |
| Mistrzostwa świata   | 2023 | Baku           | 53                                        | –                                         | –                                         | 69                         | –                          | 32                         |
| Igrzyska europejskie | 2019 | Mińsk          | 23                                        | –                                         | –                                         | –                          | –                          | –                          |
| Igrzyska europejskie | 2023 | Wrocław        | –                                         | 03 !                                      | –                                         | –                          | –                          | –                          |
| Mistrzostwa Europy   | 2015 | Maribor Arnhem | 22                                        | –                                         | –                                         | 27                         | –                          | –                          |
| Mistrzostwa Europy   | 2016 | Tallinn Győr   | 6                                         | –                                         | –                                         | 4                          | –                          | –                          |
| Mistrzostwa Europy   | 2017 | Maribor Baku   | 11                                        | –                                         | –                                         | [ a ]                      | –                          | –                          |
| Mistrzostwa Europy   | 2018 | Győr           | –                                         | –                                         | –                                         | 13                         | –                          | –                          |
| Mistrzostwa Europy   | 2019 | Osijek         | –                                         | –                                         | –                                         | 7                          | –                          | –                          |
| Mistrzostwa Europy   | 2020 | Wrocław        | –                                         | –                                         | –                                         | 14                         | –                          | –                          |
| Mistrzostwa Europy   | 2021 | Osijek         | –                                         | –                                         | –                                         | 12                         | srebro                     | –                          |
| Mistrzostwa Europy   | 2022 | Wrocław Hamar  | 31                                        | 7                                         | 10                                        | 24                         | 7                          | srebro                     |
| Mistrzostwa Europy   | 2023 | Tallinn        | –                                         | –                                         | –                                         | 14                         | 01 !                       | 17                         |
| Mistrzostwa Europy   | 2024 | Osijek Győr    | 33                                        | –                                         | –                                         | 15                         | 5                          | 15                         |